# Joris Jarsky
Joris Jarsky (Toronto, 3 dicembre 1974) è un attore canadese.

## Biografia
Attivo sia in televisione che in teatro; Jarsky divenne campione della Gymnastics Ontario a soli 14 anni. Ha frequentato la Etobicoke School of the Arts e la National Theatre School of Canada.

## Filmografia

### Cinema
- Crime Shades (The Caveman's Valentine), regia di Kasi Lemmons (2001)
- One Eyed King - La tana del diavolo (One Eyed King), regia di Bobby Moresco (2001)
- Savage Messiah, regia di Mario Azzopardi (2002)
- The Bail, regia di Carl Goldstein (2002)
- No Good Deed - Inganni svelati (No Good Deed), regia di Bob Rafelson (2002)
- Au plus près du paradis, regia di Tonie Marshall (2002)
- Edgar and Jane, regia di Jay Baruchel – cortometraggio (2002)
- it's for you!, regia di Bruno Lazaro (2003)
- Foolproof, regia di William Phillips (2003)
- Horsie's Retreat, regia di Tony Asimakopoulos (2005)
- A Stranger Here Myself, regia di Adam Frost – cortometraggio (2005)
- Leo, regia di David Hyde – cortometraggio (2005)
- Leo Volume 2, regia di David Hyde – cortometraggio (2005)
- Drama Queen, regia di Aubrey Singer – cortometraggio (2006)
- Blindness - Cecità (Blindness), regia di Fernando Meirelles (2008)
- L'incredibile Hulk (The Incredible Hulk), regia di Louis Leterrier (2008)
- Green Door, regia di Semi Chellas – cortometraggio (2008)
- Toronto Stories, regia collettiva (2008)
- Saw V, regia di David Hackl (2008)
- Survival of the Dead - L'isola dei sopravvissuti (Survival of the Dead), regia di George A. Romero (2009)
- The Boondock Saints 2 - Il giorno di Ognissanti (The Boondock Saints II: All Saints Day), regia di Troy Duffy (2009)
- Peach Plum Pear, regia di Alana Morshead (2011)
- Edwin Boyd, regia di Nathan Morlando (2011)
- Foxfire - Ragazze cattive (Foxfire), regia di Laurent Cantet (2012)
- Two Hands to Mouth, regia di Michael DeCarlo (2012)
- Empire of Dirt, regia di Peter Stebbings (2013)
- Step Dogs, regia di Geoff Anderson (2013)
- Ordinary Days, regia di Kris Booth, Jordan Canning e Renuka Jeyapalan (2017)
- Birdland, regia di Peter Lynch (2018)
- Threshold, regia di Mark O'Brien – cortometraggio (2018)
- Darkside, regia di Erin Margurite Carter e Sam Coyle – cortometraggio (2018)
- The Robbery, regia di Nika Belianina – cortometraggio (2020)
- Fino all'ultimo indizio (The Little Things), regia di John Lee Hancock (2021)
- East of Middle West, regia di Brian Lucke Anderson (2021)
- La terra di Dio (God's Country), regia di Julian Higgins (2022)
- Brother, regia di Clement Virgo (2022)

### Televisione
- Il processo di Norimberga (Nuremberg) – miniserie TV, puntata 02 (2000)
- Hendrix, regia di Leon Ichaso – film TV (2000)
- Largo Winch: The Heir, regia di David Wu – film TV (2001)
- Vampire High – serie TV, 25 episodi (2001-2002)
- The Rendering, regia di Peter Svatek – film TV (2002)
- Bliss – serie TV, episodio 1x03 (2002)
- Largo Winch – serie TV, episodio 2x03 (2002)
- Mutant X – serie TV, episodio 2x15 (2003)
- Segreti inconfessabili (Blessings), regia di Arvin Brown – film TV (2003)
- Thoughtcrimes - Nella mente del crimine (Thoughtcrimes), regia di Breck Eisner – film TV (2003)
- Agente speciale Sue Thomas (Sue Thomas: F.B.Eye) – serie TV, episodi 2x07-2x14 (2004)
- Doc – serie TV, episodio 4x18 (2004)
- Sleep Murder, regia di Andrew Currie – film TV (2004)
- Show Me Yours – serie TV, episodio 1x04 (2004)
- The Limit, regia di Lewin Webb – film TV (2004)
- Alla corte di Alice (This Is Wonderland) – serie TV, episodio 2x02 (2004)
- L'undicesima ora (The Eleventh Hour) – serie TV, episodi 2x09-3x13 (2004-2005)
- Tilt – serie TV, episodi 1x01-1x04-1x06 (2005)
- Sombre Zombie, regia di Adam MacDonald – film TV (2005)
- Un delitto da milioni di dollari (Murder in the Hamptons), regia di Jerry Ciccoritti – film TV (2005)
- Missing (1-800-Missing) – serie TV, episodio 3x09 (2005)
- Shania: A Life in Eight Albums, regia di Jerry Ciccoritti – film TV (2005)
- Laboratorio mortale, regia di Mick Jackson – miniserie TV (2006)
- The Dead Zone – serie TV, episodio 5x01 (2006)
- 11 Cameras – serie TV, episodio 1x01 (2006)
- Stargate Atlantis (Stargate: Atlantis) – serie TV, episodio 3x16 (2007)
- Would Be Kings, regia di David Wellington – miniserie TV (2008)
- I misteri di Murdoch (Murdoch Mysteries) – serie TV, episodi 2x04-7x06-13x03 (2009-2019)
- Cra$h & Burn – serie TV, 4 episodi (2010)
- Rookie Blue – serie TV, episodio 2x02 (2011)
- Haven – serie TV, episodio 2x11 (2011)
- Republic of Doyle – serie TV, episodio 4x02 (2013)
- The Listener – serie TV, episodio 4x03 (2013)
- Copper – serie TV, episodi 2x09-2x10 (2013)
- Lost Girl – serie TV, episodio 4x09 (2014)
- Degrassi: The Next Generation – serie TV, episodio 13x29 (2014)
- Saving Hope – serie TV, episodi 3x02-3x08 (2014)
- The Book of Negroes – miniserie TV, puntata 04 (2015)
- Codice rosso (First Response), regia di Philippe Gagnon – film TV (2015)
- Wynonna Earp – serie TV, episodi 1x08-1x10-1x12 (2016)
- The Art of More – serie TV, 9 episodi (2016)
- Ransom – serie TV, episodio 1x03 (2017)
- Agents of S.H.I.E.L.D. – serie TV, episodio 4x22 (2017)
- Bad Blood – serie TV, 4 episodi (2017-2018)
- The Good Doctor – serie TV, episodio 1x15 (2018)
- Taken – serie TV, episodio 2x12 (2018)
- The 410 – miniserie TV, puntate 01-03 (2019)
- Private Eyes – serie TV, episodio 3x06 (2019)
- Save Me – serie TV, episodio 2x02 (2019)
- La regola delle 3 mogli (Rule of 3), regia di Caroline Labrèche – film TV (2019)
- Carter – serie TV, episodio 2x08 (2019)
- October Faction – serie TV, 4 episodi (2020)
- Frankie Drake Mysteries – serie TV, episodio 4x09 (2021)
- Pretty Hard Cases – serie TV, episodio 3x04 (2023)
- Workin' Moms – serie TV, episodio 7x10 (2023)
- The Changeling – serie TV, episodi 1x02-1x07 (2023)

## Doppiatori italiani
Nelle versioni in italiano delle opere in cui ha recitato, Joris Jarsky è stato doppiato da:
- Dario Oppido in Wynonna Earp
- Marco Baroni in Foolproof
- Gianfranco Miranda in Saw V
- Alberto Bognanni ne La regola delle 3 mogli
- Raffaele Proietti in October Faction
- Daniele Raffaeli in Fino all'ultimo indizio
- Enrico Chirico in Reacher